# Williamston House

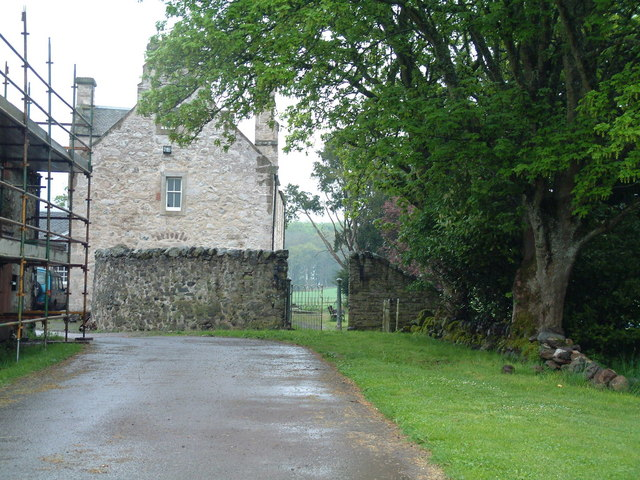
Williamston House

Williamston House, auch Williamstoun House, ist ein Herrenhaus nahe der schottischen Ortschaft Methven in der Council Area Perth and Kinross. 1971 wurde das Bauwerk in die schottischen Denkmallisten in der höchsten Denkmalkategorie A aufgenommen.

## Geschichte
Laurence Oliphant of Gask erwarb die Länderei im Jahre 1650 von William Blair of Kinfauns. Williamston House entstand vermutlich um 1657, obwohl ein Baujahr vor 1650 nicht ausgeschlossen werden kann. Es war Sitz der Lairds von Gask. Um das Jahr 1800 wurde der Nordflügel hinzugefügt. Seine Dachgauben wurden erst später ergänzt. Im Laufe des 20. Jahrhunderts wurde ein Flügel für das Badezimmer ergänzt. In den 1960er Jahren diente Williamston House als Bauernhaus.

## Beschreibung
Williamston House steht isoliert in einer dünnbesiedelten Region rund sechs Kilometer südwestlich von Methven. Das zweistöckige Gebäude ist ungewöhnlich ausgestaltet; insbesondere ist es, verglichen mit zeitgenössischen Bauten, ungewöhnlich niedrig. Es ist nur leicht bewehrt. Seine Fassaden sind mit Harl verputzt. Aus den unsymmetrisch gestalteten Fassaden tritt ein gerundeter Treppenturm heraus. Im Gebäudeinnenwinkel kragt ein Turm mit einem ehemaligen Wachtraum aus. An der Südwestseite befindet sich eine Sonnenuhr.